# Престо (фільм)
«Престо» — короткометражний анімаційний фільм студії Pixar, що вийшов у 2008 році і демонструвався перед показом повнометражного анімаційного фільму «ВОЛЛ·І». Стиль фільму імітує анімаційні стрічки 1940-х років від студій Warner Brothers (Багз Банні) і MGM (Том і Джеррі).

## Сюжет
Знаменитий фокусник Престо Діджіотаджіоні (від слова «престидіжитація») готується виконати відомий фокус із капелюхом і кроликом. Сам же кролик (по кличці Алек Азам) сидить у пташиній клітці в гримерній дуже голодний. Кролику особливо прикро — адже зовсім поруч лежить заповітна морквина. У Престо є таємниця, яку він ретельно оберігає — циліндр і чаклунський ковпак, з'єднані двостороннім порталом — щось, кинуте в один головний убір, тут же з'являється в іншому. Таким чином, одягши на Алека ковпак за кулісою, Престо дістане його з циліндра на сцені.
На жаль для Престо, в цей день Алек зовсім голодний і відмовляється брати участь у виставі, поки не отримає морквину. Всі спроби фокусника дістати винахідливого кролика з капелюха закінчуються дуже болісно для Престо — від попадання своїми ж пальцями в очі до удару струмом — але це здаються публіці справжньою виставою. Публіка в захваті — з капелюха з'являється все, що завгодно, але тільки не кролик — мишоловка, яка защеміла Престо пальці; яйце, кинуте їм в капелюх і влучивши йому ж в око; власні штани фокусника, здерті ним із себе; дуже довгі сходи. Зрештою, заплутавшись у лаштунках, Престо виявляється високо над сценою, а потім стрімко падає вниз у супроводі освітлювальних ламп, різної бутафорії та роялю. Зрадівлому було Алеку стає шкода непутящого хазяїна і він в останню мить влаштовує Престо порятунок через капелюх. Після секундного замішання, викликаного гуркотом падаючого роялю, глядачі влаштовують овацію настільки вдалому фокусу. На знак подяки за порятунок Престо нагороджує Алека такою бажаною морквиною, а в майбутньому вони починають показувати фокуси разом.

## Нагороди та номінації
2009 року фільм був претендентом на Оскар у номінації «найкращий короткометражний анімаційний фільм» (нагороду отримав «Дім із маленьких кубиків»).